# Корнблит, Евгений Михайлович
Евгений Михайлович Корнблит (6 (19) сентября 1908 — 15 октября 1969, Ленинград) — советский дирижёр, заслуженный артист РСФСР (1957).

## Биография
В 1936 окончил дирижёрский факультет Ленинградской консерватории. В 1936—1941 — дирижёр оркестра Ленинградского театра музыкальной комедии. В 1941—1943 — главный дирижёр оркестра Оренбургского театра музыкальной комедии. В 1944—1969 — дирижёр Ленинградского Малого театра оперы и балета; участвовал в постановке балетных спектаклей.